# Siau
Siau ([ˈshaú]; indonesisch: Pulau Siau) ist eine kleine Insel im Sangihe-Archipel. Sie liegt ungefähr 130 km vor der nördlichen Spitze Sulawesis in der Celebessee und hat eine Fläche von 125 km². Die dicht besiedelte Insel hatte im Jahre 2005 38.820 Einwohner und eine Bevölkerungsdichte von 311 Einwohner/km².
Die Insel bildet einen eigenen Regierungsbezirk (Kabupaten) Kepulauan Siau Tagulandang Biaro und gehört zur Provinz Sulawesi Utara.
Neben dem Tourismus gilt der Export von Muskatnüssen als wichtigster Wirtschaftszweig. Weitere Exportgüter sind Kopra, Gewürznelken und Tintenfische.

## Geografie

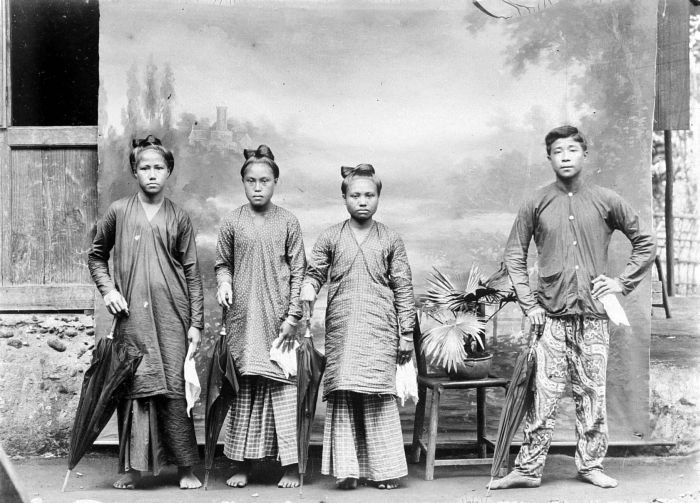
Einwohner der Insel Siau zur Kolonialzeit

Das Wahrzeichen von Siau ist der Schichtvulkan Karangetang (Api Siau) mit dem 1.784 m hohen Nordgipfel und dem 1.827 m hohen Südgipfel. Der Karangetang ist einer der aktivsten Vulkane Indonesiens mit über 40 Ausbrüchen seit 1675. Bei einem Ausbruch im Jahre 1974 wurde ein Großteil der Infrastruktur der Insel zerstört. 1992 kamen sieben Menschen ums Leben und 1997 starben drei Menschen. Während des Ausbruchs im August 2007 wurden 564 Einwohner aus drei Dörfern evakuiert.

## Geschichte
1584 errichteten portugiesische Jesuiten einen Missionarsposten auf dem ehemaligen Königreich Siau. Ab 1587 wurde Siau häufig von Ternaten angegriffen und geplündert. 1593 segelte der Raja von Siau nach Manila, um das Königreich Spanien als Schutzmacht zu gewinnen. 1605 vertrieb die 1602 gegründete Niederländische Ostindien-Kompanie (VOC) die Portugiesen aus der Provinz Maluku. Alarmiert durch den niederländischen Erfolg errichteten die Spanier ein eigenes Fort auf Ternate und wählten Siau als regulären Streckenposten auf der Handelsroute nach Maluku. 1607 bildeten die Holländer und Ternaten eine formale Allianz, die 1612 auf Siau mehrere Dörfer überfiel. Die Spanier konnten sich bis 1677 auf Siau halten, bis es den Holländern und Ternaten gelang, die Insel vollständig zu erobern. Der gefangene König von Siau unterwarf sich daraufhin Kaicili Sibori, dem Sultan von Ternate, und wurde ein Vasall der VOC. Siau war die erste der Sangihe-Inseln, die bereits im 19. Jahrhundert vollständig christianisiert war. 1945 endete die Herrschaft der Niederländer auf Siau.

## Fauna
Auf Siau sind einige sehr seltene Tierarten endemisch, darunter die Siau-Zwergohreule (Otus siaoensis), die nur durch ein Exemplar aus dem Jahr 1866 bekannt geworden ist und der erst 2005 entdeckte und 2008 beschriebene Siau-Koboldmaki (Tarsius tumpara), der zu den gefährdetsten Primaten der Welt zählt. Die Natur auf Siau steht unter einem enormen Druck der wachsenden Bevölkerung und auch von den Ausbrüchen des Karangetang geht eine ständige Bedrohung aus. Es gibt keine Naturschutzgebiete und die bewaldete Fläche ist auf 50 ha zusammengeschrumpft.